# Darja Naumawa
Darja Siarhiejeuna Naumawa (biał. Дар’я Сяргееўна Наумава; ur. 26 sierpnia 1995 w Patoce) – białoruska sztangistka, wicemistrzyni olimpijska i wicemistrzyni świata.

## Życiorys

### Początki
Uczyła się w szkole podstawowej w Słabodce. Początkowo uprawiała pchnięcie kulą i rzut dyskiem, lecz zrezygnowała z tych dyscyplin na rzecz podnoszenia ciężarów, ze względu na niski wzrost utrudniający rywalizację na wysokim poziomie w lekkoatletyce. Następnie ukończyła szkołę rezerw olimpijskich w Bobrujsku. Obecnie studiuje na Wydziale Wychowania Fizycznego Mohylewskiego Uniwersytetu Państwowego.

### Mistrzostwa Europy i świata
W zawodach na szczeblu juniorskim startowała w kategorii wagowej do 69 kg. W 2012 roku przeniosła się do kategorii do 75 kg. W 2014 roku wzięła udział w mistrzostwach Europy, na których zajęła 4. miejsce, a rok później wystartowała w mistrzostwach świata, plasując się ostatecznie na 5. miejscu. W 2018 roku wywalczyła srebrny medal podczas mistrzostw świata w Aszchabadzie, lepsza była tylko Lidia Valentín z Hiszpanii.

### Uniwersjada
W 2017 roku na letniej uniwersjadzie zdobyła srebrny medal w kategorii do 75 kg, przegrywając jedynie z Koreanką Rim Jong-sim.

### Igrzyska olimpijskie
W 2016 roku zadebiutowała na letnich igrzyskach olimpijskich w Rio de Janeiro. Zdobyła tam srebrny medal w kategorii wagowej do 75 kg, przegrywając z Rim Jong-sim. Jej wynik końcowy wyniósł 261 kg. Brała też udział w igrzyskach olimpijskich w Tokio w 2020 roku, gdzie była piąta.